# Juvenilis idiopátiás artritisz
A juvenilis idiopátiás artritisz (JIA) gyermek- és fiatalkorban jelentkező, krónikus, sokízületi gyulladással járó autoimmun betegség. A kórkép jellemzően krónikus és váltakozó lefolyású: a tünetmentes periódust fellángolás követi. Noha korábban fiatalkori reumatoid artritisznek nevezték (angolul: juvenile rheumatoid arthritis, JRA), a betegség sokban különbözik a felnőttkori reumatoid artritisztől és attól különálló entitásnak tekintik. Kezelésében szteroidokat, nem-szteroid gyulladáscsökkentő gyógyszereket (NSAID), ún. betegséglefolyást módosító reumaellenes szereket (angolul: disease-modifying antirheumatic drugs, DMARD) és célzott biológiai terápiát, azon belül elsősorban TNF-α-gátlókat használnak.

## Az ízületi gyulladás tünetei
Az ízületi gyulladást az érintett ízület duzzanata, mozgáskorlátozottsága alapján ismerhetjük fel. A betegség fájdalmat is okozhat, azonban fontos tudni, hogy a gyermekkori ízületi gyulladások sok esetben nem okoznak a gyermeknek panaszt. A gyulladást jelezheti az ízület melegsége és az ízület feletti bőr piros színe.

## A JIA oka
A JIA oka ma sem pontosan ismert. Léteznek genetikai tényezők, melyek jelenléte fogékonnyá teszi az illetőt. Az autoimmun betegségek egyes családokban halmozódást mutathatnak. Ezzel együtt azt kell mondjuk, hogy a betegség nem öröklődő. A genetikailag fogékony egyénekben sok környezeti hatás együttes érvényesülése esetén alakul ki a betegség (a gének és a környezet együttes hatása következtében). Ezek a környezeti hatások az egyes betegek esetében többnyire nem azonosíthatóak. 
A betegség pontos okát még nem ismeri a tudomány.

## A krónikus ízületi gyulladás veszélyei és következményei
Amennyiben a krónikus ízületi gyulladást nem kezeljük, akkor a gyulladás maradandóan károsíthatja az ízületeket. A beteg a fájdalom miatt kímélő (antalgias) pozíciót felvéve igyekszik csökkenteni a panaszait (megkeresve a legkevésbé fájdalmas helyzetet), ezzel hosszú távon az ízület körüli izmok károsodása alakul ki. Az ízület és az izmok károsodása következtében az ízület funkciója beszűkül, a gyermek mozgása sérül.

## A JIA altípusai

### Oligoartikuláris JIA
Kevesebb mint öt ízületet érint a betegség.

### Poliartikuláris JIA
Öt vagy több ízületet érint a betegség.

### Szisztémás JIA
Az ízületi gyulladás mellett ún. szisztémás tünetek is megfigyelhetőek, úm. láz, lazacszínű bőrkiütés, nyirokcsomó-gyulladás, máj és a lép duzzanata, a savós hártyák gyulladása (mellhártya, hashártya, szívburok gyulladása).

### Pszoriázishoz társuló artritisz
Az ízületi gyulladás pikkelysömörhöz csatlakozik.

### Enthesitishez társuló JIA
Az izmok csontokhoz tapadásának helyén az inak gyulladása alakul ki az ízületi gyulladás mellett.

## Külső linkek
- A Magyar Reumatológusok Egyesületének honlapja
- Pediatric Rheumatology International Trials Organisation honlapja (angol nyelvű)
- Gyermekreumatológia, információs oldal a gyermekkori autoimmun betegségekről
- Pubmed cikk